# タザ＝アル・ホセイマ＝タウナート地方
タザ＝アル・ホセイマ＝タウナート地方（タザ＝アル・ホセイマ＝タウナートちほう、Taza-Al Hoceima-Taounate）は、1997年から2015年まであったモロッコの地方。人口1,830,000人、面積24,155km2。
アル・ホセイマ州、タウナート州、タザ州、Guercif州の4州からなっていた。